# 玛丽亚·赫苏斯·圣塞贡多
玛丽亚·赫苏斯·圣塞贡多·戈麦斯·德卡迪尼亚诺斯（西班牙語：María Jesús San Segundo Gómez de Cadiñanos，1958年3月25日—2010年12月17日）是西班牙经济学家，教授。2004年至2006年担任教育与科学大臣。

## 生平
1958年3月25日出生于巴利亚多利德省梅迪纳德尔坎波。在布尔戈斯学习，1980年毕业于巴斯克大学经济学专业。在后在美国新泽西州普林斯顿大学进修，1982年获得经济学硕士学位，1985年以一篇关于“学校教育质量实证研究”的论文获得博士学位。
1982年至1984年在西班牙銀行工作，也在巴斯克大学和马德里卡洛斯三世大学担任经济学教师。1994年至1996年在西班牙政府大学与研究部担任国务秘书顾问，2000年至2004年1月担任马德里卡洛斯三世大学副校长。
在2004年大选工人社会党获胜之后，萨帕特罗成功组阁，她被任命为教育和科学大臣。任期内促成了两项重大教育改革，即2006年4月6日由众议院批准通过的教育组织法，和大学组织法修正案。
2006年4月在内阁改组中辞职。之后，她被任命为西班牙驻联合国教科文组织常驻代表，任期至2010年11月16日。
2010年12月17日因癌症在马德里去世。

## 荣誉
- 大十字级智者阿方索十世勋章（2011年）[8]